# Heinz Rudolf Kunze
Heinz Rudolf Erich Arthur Kunze (Espelkamp-Mittwald, 30 november 1956) is een Duitse rockzanger, schrijver, songwriter en musicalschrijver/vertaler. Zijn grootste singlesucces tot nu toe had hij in 1985 met Dein ist mein ganzes Herz.
Kunze heeft tot nu toe (per 4 december 2020) 489 nummers gepubliceerd en volgens zijn eigen verklaringen, ongeveer 5700 en meer teksten geschreven, waarvan er meer dan 1900 zijn uitgebracht. Af en toe werkte hij als project-gerelateerd docent voor verschillende universiteiten.

## Biografie

### Herkomst, jeugd en opleiding
De familie van Kunze komt uit wat nu het Poolse deel van Guben (Nederlausitz) en Berlijn is. Heinz Rudolf werd geboren in het vluchtelingenkamp Espelkamp bij Minden (Westfalen), waar zijn vader Rudi Kunze (1925-2001), die frontofficier was bij de Waffen-SS en pas in 1956 uit Sovjetgevangenschap terugkeerde, werk had gevonden bij de kampadministratie. De professionele loopbaan van de vader als leraar betekende dat hij in de jaren die volgden vaak van woonplaats veranderde. De familie Kunze woonde eerst in Lengerich (Westfalen), daarna in Alte Piccardie aan de Nederlandse grens, later in Bad Grund (Harz). Eind 1963 vestigde ze zich in Osnabrück. Daar nam de vader een baan als universiteits-assistent aan de lerarenopleiding bij de maatschappelijk werkster Elisabeth Siegel (1901-2002). De moeder Gerda Kunze-Lehmann (1926-2010) was verloskundige, kinderverpleegkundige en basisschoollerares, de historicus Rolf-Ulrich Kunze (*1968) is de broer van Kunze.
Heinz Rudolf Kunze bezocht het Graf-Stauffenberg-Gymnasium in Osnabrück en slaagde volgens zijn eigen verklaringen als beste van zijn klas voor het eindexamen met een gemiddeld cijfer van 1,4. Vanwege artrose in het linker middenvoetsgewricht werd hij opgeroepen als T4 en werd hij daarom niet opgeroepen voor het Duitse leger. Na het behalen van zijn middelbareschooldiploma studeerde hij Duits en filosofie en ontving hij een beurs van de Studienstiftung des deutschen Volkes. Hij slaagde voor het eerste en tweede staatsexamen voor het lesgeven op het gymnasium. Hij gaf les als docent in opleiding, maar nooit als gediplomeerd docent, zoals hij benadrukte. Kunze werkte vervolgens aan een proefschrift over de beeltenis van God door de filosofen Baruch de Spinoza en Friedrich Wilhelm Joseph Schelling, dat onvoltooid bleef vanwege zijn platencontract in 1980.
In een interview verklaarde Kunze dat hij op 13-jarige leeftijd werd begeleid door de muzikant Pete Townshend. De eerste single die hij kocht was The Sun Ain't Gonna Shine Anymore van The Walker Brothers. Zijn eerste lp was Sergeant Pepper's Lonely Hearts Club Band van The Beatles.
Halverwege de jaren 1970 won Heinz Rudolf Kunze de eerste prijs voor korte proza in een literaire competitie.

### 1980-1999
Kunze begon zijn artistieke loopbaan op 9 november 1980. Samen met Mick Franke nam hij deel aan het Pop Young Talent Festival in het Stadttheater Würzburg, dat de Deutsche Phono-Akademie voor de derde keer organiseerde. De jury onder leiding van Michael Kunze (die niet verwant is met Heinz Rudolf Kunze) koos hem als een van de prijswinnaars in de categorie «Folk, Lied, Song». Zijn nummer Bestandsaufnahme (lengte: 8:27 minuten) kwam in volle lengte op de gelijknamige festival-lp (CBS) en werd daarmee zijn eerste opname. Producent Siegfried Loch haalde Kunze met een vijfjarig contract naar platenmaatschappij WEA.
Het debuutalbum Reinenervensache (1981) werd goed ontvangen en het volgende album Eine Form von Gewalt werd in 1982 bekroond met de Duitse Platenprijs. Kort daarna begon Kunze gelijktijdig aan zijn eerste journalistieke werk: hij schreef een Randy Newman-scriptie voor Der Spiegel en modereerde zijn eigen radioprogramma's voor de NDR en de SFB. Zijn meerdelige David Bowie-analyse Der Favorit werd uitgezonden op NDR. Het fenomeen Kunze is waarschijnlijk ook te verklaren door de opkomst van Duitstalige teksten in het begin van de jaren 1980 in aanloop naar de Neue Deutsche Welle. Kunze werd destijds door de directie en het publiek aanvankelijk geclassificeerd als singer/songwriter met een filosofische achtergrond in de traditie van Bob Dylan en als singer/songwriter in de Amerikaanse traditie. Gedurende deze tijd werd de term 'Niedermacher' ook gebruikt om Kunze's tekst en muziekkunst te beschrijven. Veel van zijn metgezellen hadden niet verwacht dat hij succesvol zou zijn in de hitlijsten als intellectueel rockdichter.
Zijn eerste commerciële succes behaalde Kunze in 1984, eerst met de single Sicherheitsdienst en even later met de Duitse versie van de Kinks-klassieker Lola. Ausnahmezustand (1984) markeert Kunze's laatste album als singer/songwriter. Na de opname van componist en gitarist Heiner Lürig in zijn band Verstärkung in 1985 en de singlehit Dein ist mein ganzes Herz (1985), slaagde Kunze erin een breder publiek te inspireren en zich ook te vestigen op het gebied van Duitse rock. Deze single, afkomstig van de gelijknamige lp en opgenomen door Conny Plank, betekende zijn doorbraak als rock/popmuzikant. Kunze bleef zijn eigen hoge eisen als tekstschrijver trouw, ook al werden de melodieën pakkender dankzij Heiner Lürig. In 1986 kwam zijn nummer Mit Leib und Seele op de markt. Als resultaat kreeg de muzikant voor het eerst de Goldene Stimmgabel en toerde hij door de DDR. In de daaropvolgende jaren werden enkele zeer succesvolle rock/pop-albums uitgebracht met Wunderkinder (1986), Einer für alle (1988), Gute Unterhaltung (1989), Brille (1991) en Draufgänger (1992).
Tussen de albumpublicaties door waren Kunze en Verstärkung altijd op uitgebreide tournees door Duitsland en op de podia aanwezig, ook in de DDR. Het concert in Rock am Ring op 7 juni 1987 als voorprogramma van David Bowie kan als zijn hoogtepunt worden beschouwd.
Na het album Kunze: Macht Musik in 1994 nam hij afscheid van bijna alle muzikanten in zijn band Verstärkung. In 1996 had de band met uitzondering van Heiner Lürig een geheel nieuwe bezetting, die het album Richter Skala uitbracht, dat in de vakpers zeer geprezen werd, maar niet de gehoopte populariteit kreeg bij het grote publiek. Het 13e studioalbum Alter Ego kwam uit in 1997 en bereikte nummer 33 in de hitparade. Eind jaren 1980 begon hij samen te werken met Herman van Veen, voor wiens albums hij sindsdien regelmatig liedjes schreef. Heinz Rudolf Kunze, die sinds 1984 ook zijn eigen boeken uitgaf, toerde in 1994/1995 door Duitsland met zijn tweede literair programma Der Golem aus Lemgo.
In een interview in 1996 met Der Spiegel betreurde Kunze, als woordvoerder van ongeveer 600 Duitstalige artiesten, de stroom van buitenlandse muziek en ook buitenlandse onzin en sprak hij zich uit voor een minimumquotum van Duitse rockmuziek op de radio. Deze eis werd in veel Duitse media bekritiseerd. In 1999 keerde Kunze's succes terug met de Lürig-compositie Aller Herren Länder met het thema Flüchtlinge als een singlepublicatie van het album Korrekt. Voor deze single ontving hij opnieuw de Goldene Stimmgabel en de Fred Jay Prijs van GEMA. Ook volgde in 1999 een gouden cd voor het vertaalwerk van de musical Miss Saigon.

### 2000-2009
In 2001 kwam het album Halt uit. Kunze zette de reeks van zijn boekpublicaties voort en schreef het libretto voor twee Shakespeare-musicals op de muziek van Heiner Lürig (Ein Sommernachtstraum, Kleider machen Liebe – oder: Was ihr wollt). Na de muzikale successen mochten beide artiesten in 2003 het Gouden Boek van de stad Hannover ondertekenen, waarmee een soort recensie van Kunze's artistieke werk begon. Als resultaat ontving hij voor zijn levenswerk de Praetorius Musikpreis en de Staatsprijs van Nedersaksen. In 2007 ontving hij opnieuw een Goldene Stimmgabel van Dieter Thomas Heck, ook voor zijn levenswerk.
In 2005 droegen Kunze en Lürig de kerkhymne Mehr als dies/Wenn dein Kind dich morgen fragt bij aan het Duitse Evangelische Kerkcongres 2005. Er werd ook een speciale cd-editie uitgebracht met een oplage van 10.000 exemplaren.
Kunze vierde in 2005 zijn 25-jarig podiumjubileum, dat WDR opnam voor Rockpalast. Heiner Lürig keerde in 2005 weer bij hem terug voor twee studioalbums en was coproducent van de albums Das Original uit 2005 en Klare Verhältnisse uit 2007.
In 2006 zong Kunze de titelsong, die hij samen schreef, voor de gelijknamige tekenfilmserie Little Amadeus van ARD-KiKA.
In november 2006 speelden Heinz Rudolf Kunze en acteur Rolf Hoppe (1930-2018) hun gezamenlijke programma Sachsophonie op Schloss Weesenstein. Ze presenteerden persoonlijke favoriete teksten van verschillende auteurs uit Saksen en Nedersaksen - van Lessing tot Kunze en beiden zongen ook.
Op 8 maart 2007 nam hij deel aan de Duitse voorronden voor het Eurovisiesongfestival Wer singt für Deutschland? met het nummer Die Welt ist Pop. Kunze's deelname aan de voorronden, die werd afgedwongen door de platenmaatschappij, werd in de media gezien als een poging tot een comeback (Bild). De daar gepresenteerde single vond zijn weg niet naar de platenwinkels. Omdat het gehoopte commerciële succes uitbleef, gingen Lürig en Kunze medio 2008 hun eigen weg. Terwijl Lürig de nieuwe band Hausboot formeerde (met leden van de voormalige Kunzeband Verstärkung: Martin Huch, Raul Walton, Marius Lürig), kondigde Kunze het album Protest aan voor 2009, dat in het najaar van 2008 door Leo Schmidthals werd geproduceerd.
Met het album Protest dat in januari 2009 werd uitgebracht, slaagde Kunze erin de verkoophitlijsten op positie 15 te betreden. Van de uitgebrachte singles, die door BMG niet als geluidsdrager maar alleen als muziekdownload werden uitgebracht, kwam de dubbele publicatie Longer Days/Astronaut in Bagdad op nummer 93 in de Duitse single verkoophitlijsten. Zoals aangekondigd aan het einde van de Protest-tournee op 28 juni 2009 in Kiel, zou dit concert het laatste HRK-concert zijn tot 2011, omdat de artiest zich nu zou moeten concentreren op zijn akoestische liveoptredens in het trio Räuberzivil met Wolfgang Stute en Hajo Hoffmann en verder blijven optreden met het programma Gemeinsame Sache van Purple Schulz. Daarnaast verscheen in het najaar van 2009 nog het boek Saldo Mortale met niet eerder gepubliceerde teksten.
Heinz Rudolf Kunze trouwde in zijn tweede huwelijk met een conflicttrainer. Een dag voor het huwelijk in september 2009 verscheen zijn dubbelalbum Räuberzivil. De cover Mi Corazon uit 2009 van Dein ist mein ganzes Herz, (vertaald in het Spaans door Jay Del Alma), werd ook uitgebracht in een tweetalige versie met Kunze die de Duitstalige delen van zijn grootste hit zong.

### Sinds 2010
In 2010 verscheen de dvd-box In alter Frische met Kunze's belangrijkste Rockpalast-uitvoeringen, waaronder een bonus-cd met een liveopname van een optreden in de voormalige DDR.
In de zomer van 2010 nam Heinz Rudolf Kunze het studioalbum The Favor of the Hour op, dat in januari 2011 werd uitgebracht ter gelegenheid van zijn 30-jarig jubileum, dat werd geproduceerd door Kunze met Leo Schmidthals als coproducent. De publicatie werd gevolgd door een tournee door Duitsland. In 2012 was Heinz Rudolf Kunze met een kleine bezetting live onderweg met het project Räuberzivil. Begin 2013 stonden Kunze en Tobias Künzel samen op het podium als KuK - Kunze und Künzel. Beide projecten werden ook uitgebracht als liveopnamen.
In 2012 verscheen het album Ich bin mit Titeln van Heinz Rudolf Kunze in een duet met Pe Werner, Achim Reichel, Reinhard Mey, Hartmut Engler, Herman van Veen, Purple Schulz, Stefan Gwildis, Jan Plewka, Julia Neigel, Joachim Witt, Heiner Lürig en Tobias Künzel.
In 2013 wisselde Kunze van Ariola naar RCA. Het studioalbum Stein vom Herzen was de eerste publicatie bij RCA, geproduceerd door Kunze, Jens Carstens en Zoran Grujovski en werd in de herfst uitgebracht. Daarvoor trad hij op tijdens het festival 28 Jahre Songs an einem Sommerabend in Kloster Banz.
In januari 2014 werd parallel aan de tournee het livealbum Stein vom Herzen - Live on radio 88.8 uitgebracht, dat de opname van het studioconcert op 21 november 2013 bij het RBB-radioprogramma met dezelfde naam is.
Een vijfdelige editie van geremasterde HRK-albums werd in januari 2014 uitgebracht door ROCKET MEDIA (met de albums Der schwere Mut, Die Städte sehen aus wie schlafende Hunde, Deutsche singen bei der Arbeit, Einer für alle, Live in der DDR, Sternzeichen Sündenbock, Der Golem aus Lemgo, Wasser bis zum Hals steht mir, Jesus Tomahawk en Halt).
In 2015 schreven Heinz Rudolf Kunze en Heiner Lürig het lied Das Gute voor Bernd Stelter, dat verscheen op zijn album Wer Lieder singt, braucht keinen Therapeuten.
Kunze's eerste coveralbum werd uitgebracht op 30 september 2016, met covers van liedjes van Karat, Hildegard Knef, Freddy Quinn, Roy Black, Die Ärzte, Einstürzende Neubauten, Deutsch-Amerikanische Freundschaft, Thees Uhlmann, Casper, Ideal, Udo Jürgens, Münchner Freiheit en Die Toten Hosen en Puhdys.

#### 2014: Kinderliedjes
Heinz Rudolf Kunze sloeg in juni 2014 nieuwe artistieke wegen in - als geestelijk vader van Quentin Qualle en als auteur en componist van kinderliedjes: Kunze bedacht Quentin Qualle en zijn zeevrienden, hij schreef de tekst op de begeleidende cd van het kinderboek Die Moraine hat Migraine. De tekst voor het kinderprentenboek, uitgegeven door Loewe Verlag Bindlach, is geschreven door Kunze's drummer Jens Carstens. De nummers zijn van Heinz Rudolf Kunze, Jens Carstens en Zoran Grujovski; de figuren zijn ontworpen door Julia Ginsbach, die de kinderboekenreeks Tafiti illustreerde. Tegelijkertijd werd het gelijknamige audioboek uitgegeven door het label Edel kids. De muzikant Jens Wrede nam vanaf september 2014 deel aan de uitvoeringen van Quentin-Qualle – blijkbaar als vervanger van Grujovski. In januari 2015 werd deel 2 Quentin Qualle - Rock am Riff met een song-cd (5 nummers) uitgebracht. In de zomer van 2015 volgde deel 3 Quentin Qualle - Halligalli bei Zirkus Koralli weer met een liedjes-cd (5 nummers).

#### 2015: Solo-optredens
Vanaf 2015 stond Kunze voor het eerst in zijn carrière als solomuzikant op het podium met zijn programma Einstimm, waar hij zichzelf bijna drie uur per concert afwisselend muzikaal begeleidde op piano en gitaar.
Sinds 2019 toerde hij door Duitsland met het soloprogramma Wie der Name schon sagt, dat hij omschrijft als een mix van Springsteen op Broadway en de Harald Schmidt Show.
Daarvoor was hij onderweg ofwel met gitarist Jan Drees ofwel met gitarist Ralph König van de band Räuberzivil.

#### 2015:Willkommen, liebe Mörder
Kunze had voorspeld dat het nummer Willkommen, liebe Mörder problemen zou veroorzaken voor zijn album Tiefenschärfe, uitgebracht in februari 2015. Kunze liet zich inspireren door het toneelstuk Biedermann und die Brandstifter van Max Frisch. Tegenwoordig durft geen enkel theater deze parabel over onbegrepen tolerantie te benaderen, hoewel het waarschijnlijk het meest actuele Duitse stuk van dit moment is. Daarom heeft hij het lied gemaakt. Echter, het lied hoeft niet per se alleen gericht te zijn op de islam. Het nummer werd als video gedeeld op tal van sociale-mediasites, waaronder ook politiek rechts, die Willkommen, liebe Mörder opvatten als een sarcastische opmerking over de welkomcultuur. Als gevolg hiervan verbood Kunze elke verkleving en handeling die in tegenspraak is met de geest van dit lied, vooral van rechts. Hij legde uit in een Facebook-bericht, dat het nummer Willkommen liebe Mörder van zijn Räuberzivil-album Tiefenfocus is geschreven in de zomer van 2014, een jaar voor het vluchtelingendebat. De moordenaars van de NSU worden op een ironische manier aangesproken.

#### 2018:Schöne Grüße vom Schicksal
Begin februari 2018 tekende Kunze een platencontract bij de Electrola/Universal Music Group. Op 4 mei werd daar het album Greetings from Destiny uitgebracht. De tournee voor het album begon op 11 januari 2019 in Leipzig. Tot Verstärkung behoren naast de vorige muzikanten Jens Carstens, Peter Koobs, Leo Schmidthals en Matthias Ulmer, de zangeressen Jördis Tielsch (+viool) en Natalie Pütz en gitarist Andrew Gräser.

#### 2019-2022
In oktober 2019 bracht popzangeres Nicole haar album 50 ist das neue 25 uit, voor de gelijknamige titelsong en voor zes andere nummers creëerde Heinz Rudolf Kunze de teksten en Jens Carstens de composities. Daarnaast is er de duetversie van Dein ist mein ganzes Herz gezongen door Nicole en Heinz Rudolf Kunze (tekst: Kunze, compositie: Heiner Lürig).
In november 2019 bracht Kunze de single Der Prediger uit van het album Der Wahrheit die Ehre, dat op 21 februari 2020 verscheen, waarmee Kunze op nummer 3 in de Duitse albumhitlijst belandde.
In januari 2020 ondersteunde Kunze de nieuwe versie van het meesterwerk The Canterville Ghost van Oscar Wilde als verteller met 100 muzikanten als onderdeel van de jaarlijkse Cinephonics-evenementenreeks van de Alzey-Worms districtsmuziekschool.
Op 6 maart 2020 bracht de band Everyone's Daughter de single One World for You and Me uit, bij het meertalige nummer zijn Heinz Rudolf Kunze, Tayfun Ünlü, Mick Jackson, Dani Suara, evenals John Vooijs en Matthias Ulmer te horen.
In mei 2020 verscheen het audioboek Wenn man vom Teufel spricht – Live Lesung in Leipzig, opgenomen in maart 2020 in de Kupfersaal Leipzig. Op 23 mei 2020 gaf Kunze het eerste autoconcert van zijn carrière in Erfurt. Op 13 november 2020 verscheen het dubbelalbum Wie der Name schon sagt - Solo live.
Kunze's podcast Durch die Brille gefragt bestaat sinds juni 2020, waarin hij persoonlijkheden uit de wereld van muziek, entertainment, politiek, bedrijfsleven en sport interviewt. Gasten waren Klaus Meine, Jim Rocket, Reinhard Mey, Flake, Arno Köster, Jan Hofer en Jerry Scheff.
Van april t/m juni 2022 ging Kunze + Verstärkung ter gelegenheid van zijn veertigjarig podiumjubileum met 16 concerten op pad met de door de coronapandemie twee keer uitgestelde Tournee Der Waarheid.

## Teksten en composities voor andere artiesten
Heinz Rudolf Kunze maakte composities en teksten voor andere artiesten en vertaalde anderstalige teksten naar het Duits. Kunze schreef voor Herman van Veen, Milva, Mario Adorf, Karel Gott, The Hooters, Peter Hammill, de rockband City rond zangers Toni Krahl, Bernd Stelter, Dieter Birr, Hildegard Knef en Nicole. Volgens Kunze kwam de opdracht van Udo Jürgens om teksten voor hem te schrijven volgens zijn rudimentaire muzikale specificaties tot stilstand vanwege zijn eigen onvermogen, wat hij zeer betreurde, aangezien men elkaar sinds de jaren 1980 kende en waardeerde.
In september 2019 werd het boek Bruce Springsteen - Like a Killer in the Sun van Leonardo Colombati gepubliceerd als een Duitse eerste editie, waarvoor Heinz Rudolf Kunze de 101 songteksten van Springsteen in het Duits vertaalde. Kunze droeg deze uitzendingen op aan zijn overleden vriend Peter Rüchel, WDR-redacteur en uitvinder en oprichter van Rockpalast.

## Verdere activiteiten
De activiteiten van Heinz Rudolf Kunze zijn gevarieerd. In 2003 sprak Kunze zich uit tegen de oorlog in Irak tijdens een concert in Hamburg. Naast zijn rockmuziek schreef Kunze de tekst voor het volkslied van het 30e Evangelische Kerkcongres in Hannover in 2005 (Mehr als dies/Wenn dein Kind dich morgen fragt), schreef de tekst voor de titelsong van de animatieserie Little Amadeus en was een deskundige in de enquête-commissie Kultur in Deutschland van de Duitse Bondsdag.
Kunze was actief als acteur in de ARD-televisieseries In aller Freundlich en Großstadtrevier, ten laatste in de 289e aflevering (Bretter, die die Welt bedeuten). In 2015 had hij een kleine rol in de aflevering die Spur der Nachtigall van de tv-serie SOKO Wismar. Kunze vervulde een kleinere rol in de film Timm Thaler oder das verkaufte Lachen, die in februari 2017 in de bioscoop werd uitgebracht. Hij was ook in januari 2021 te zien in een ondersteunende rol in de misdaadserie Tatort in Stuttgart in de aflevering Das ist unser Haus. Hij speelde zichzelf in de televisieserie Das Institut – Oase des Scheiterns.
Hij geeft ook lezingen in theaters, cabarets en kerken, neemt deel aan televisieshows zoals Das perfekte Promi-Dinner en Das große Einseifen en was jurylid voor de Gospel Awards in 2005 en 2006. Op 13 november 2009 werd hij beschermheer van het Berlijnse non-profitproject Der Straßenchor, dat werd gedocumenteerd door het ZDF in een achtdelige serie.
Sinds het wintersemester van 2007 gaf Kunze les in het schrijven van liedjes als docent in de populaire muziekopleiding aan de hogeschool van Osnabrück.
In februari 2017 was Heinz Rudolf Kunze vertegenwoordigd op het hommagealbum Manfred Krug: Seine Lieder, waarop hij het lied Früh war der Tag erwacht vertolkt.

## Onderscheidingen
- 1986, 1999, 2007: Goldene Stimmgabel
- 2000: RSH-Gold (een prijs van Radio Schleswig-Holstein) in de categorie "succesvolste artiest nationaal"
- 2000: Fred-Jay-Preis van de GEMA-Stiftung. De prijs wordt toegekend aan mensen die een bijzondere bijdrage hebben geleverd aan het schrijven en promoten van Duitse teksten in de populaire muziek.
- 2006: Praetorius-muziekprijs van de deelstaat Nedersaksen voor zijn levenswerk
- 2007: Staatsprijs van Nedersaksen. Deze prijs bekroont verdiensten op het gebied van wetenschap, cultuur en journalistiek en werd uitgereikt door premier Christian Wulff.

## Varia
- Op 17 januari 2021 had Kunze een gastoptreden in de aflevering Das ist unser Haus van de serie Tatort in Stuttgart.
- Op 26 oktober 2019 was Kunze te gast bij een wedstrijd van de ProSieben-show Die Liveshow bei dir zuhause. In het spel van vijf vragen werd aan de twee kandidaat-gezinnen gevraagd om te voorspellen wie van de vier inwoners van Wedemark (inclusief Kunze) ze als eerste goed zou beantwoorden.
- In het voorjaar van 2019 verscheen het hommagealbum Encore ter ere van Fredrik Vahle[10]: muzikanten van verschillende genres brengen hulde aan de meester met hun interpretaties van zijn bekendste kinderliedjes, waaronder Heinz Rudolf Kunze met het nummer Ping Pong Pinguin.
- Bij de jaarwisseling 2018-2019 publiceerde Kunze zijn tekstbalans voor 2018 op Instagram: 152 Sprechtexte, 305 Songtexte – auf ein outputreiches 2019!
- Na het succes van Dein ist mein ganzes Herz richtten Lürig en Kunze hun eigen opnamestudio op in Hannover, wettelijk opgericht als Madagascar Studio GbR. Daar en in Brelingen in der Wedemark, waar later de studio naast het huis van Lürig was gevestigd, werden de Kunze & Verstärkung-albums en daarmee alle succesvolle nummers geproduceerd, waarbij Heiner Lürig ook als producent betrokken was. De naam van de studio verwijst naar het gelijknamige nummer Madagascar van Kunze en Lürig uit 1985. De GbR werd begin jaren 2000 ontbonden.
- Op de Hessentag 1997 in Korbach was er een concert van Kunze met Verstärkung en met de hr big band onder leiding van Kurt Bong onder het motto Rock meets Big Band. Een selectie van 14 van de 19 nummers uit deze muzikale samenwerking werd vervolgens op de radio uitgezonden. 21 jaar later werkte Kunze samen met het Philharmonic Orchestra uit Kiel onder het motto Rock meets Classic voor de Kieler Woche 2018.
- In februari 1997 diende de Grimma-kloosterkerk als filmdecor voor Heinz Rudolf Kunze: de Mitteldeutscher Rundfunk filmde daar met Kunze de video voor het lied Du bist nicht selbst, die een paar weken later op 6 maart 1997 voor het eerst op MDR-televisie werd uitgezonden.
- In 1993 gebeurde er een ernstig ongeval in de tuin van Kunze. Tijdens zijn afwezigheid beet zijn Duitse dog, die voorheen als ongevaarlijk werd beschouwd, plotseling het kind van de schoonmaakster dood, een vreselijk incident waarvan de bijwerkingen en nawerkingen resulteerden in een moeilijke tijd voor Kunze.
- Het lied Er ist wieder da van Marion Maerz uit 1965 werd door Verstärkung tijdens de concerten van 1987 gespeeld als openingslied en covernummer met een iets andere eindtekst - ze maakten het ook bekend aan Kunze-fans. Kunze zong niet mee met dit lied, maar betrad het podium aan het einde van het lied om dramaturgische redenen. Het werd uitgebracht op het dubbele live-album Deutsche singen bei der Arbeit.
- Aan het eind van het lied Madagaskar uit 1985 klinkt als koorcitaat een fragment uit het Afrikaanse lied Shosholoza.

## Privéleven
Kunze was getrouwd van 1981 tot 2009 en heeft een volwassen zoon en een volwassen dochter. In 2009 trouwde hij voor de tweede keer; Zijn vrouw Gabriele bracht een zoon in het huwelijk en heeft twee volwassen dochters. Het echtpaar woont in Bissendorf, gemeente Wedemark bij Hannover.
Heinz Rudolf Kunze is een supporter van de voetbalclub Werder Bremen en droeg het lied Das ist mein Verein bij aan het dubbelalbum Lauter Werder, dat in 2019 werd uitgebracht.

## Musicals
- 1987: Les Misérables (Duitse versie: vertaling HRK)
- 1994: Miss Saigon (Duitse versie: vertaling HRK)
- 1996: Joseph and the Amazing Technicolor Dreamcoat
- 1999: Rent (Duitse versie: Vertaling HRK)
- 2003-2014: Ein Sommernachtstraum (gebaseerd op Shakespeare, HRK samen met Heiner Lürig): Op basis van het Shakespeare-origineel werd een musical gemaakt die werd opgevoerd in Hannover-Herrenhausen van 2003-2006 en 2010-2014. In een totaal van vijf seizoenen tot aan het laatste doek op 30 augustus 2014 waren er 89 voorstellingen met 65.000 toeschouwers.
- 2004: POE - Pech und Schwefel (HRK samen met Frank Nimsgern)
- 2007: Kleider machen Liebe – oder: Was ihr wollt (naar Shakespeare, HRK samen met Heiner Lürig)
- 2011: Der Sturm (naar Shakespeare, HRK samen met Heiner Lürig)
- 2018:  Wie es euch gefällt (naar Shakespeare, HRK samen met Heiner Lürig)
- 2018: Ein Sommernachtstraum: 21 optredens van 21 juni tot 28 juli 2018 in de Württembergische Landesbühne Esslingen, locatie Stadtpark Maille
- 2019: Begin oktober bracht Heiner Lürig een album uit dat hij produceerde met de liedjes uit de Kunze Lürig-musical How you like it, gezongen door de uitvoerders van de première van 2018 in Hannover en de componist.

## Publicaties
- 1984: Deutsche Wertarbeit – Lieder und Texte 1980–1982.
- 1986: Papierkrieg – Lieder und Texte 1983–1985. ISBN 3-499-15762-4.
- 1992: Mücken und Elefanten – Lieder und Texte 1986–1991. ISBN 3-416-80686-7.
- 1995: Nicht daß ich wüßte – Lieder und Texte 1992–1995. ISBN 3-86153-091-0.
- 1997: Heimatfront – Lieder und Texte 1995–1997. ISBN 3-86153-137-2.
- 1999: heinz rudolf kunze: agent provocateur (met begeleidende live-cd). ISBN 3-930333-29-5.
- 2001: Klärwerk – Lieder und Texte 1998–2000. ISBN 3-86153-236-0.
- 2003: Vorschuß statt Lorbeeren – Lieder und Texte 2000–2002 (met lees-cd). ISBN 3-86153-298-0.
- 2004: Ein Sommernachtstraum – Das Musical nach William Shakespeare. ISBN 3-930333-48-1.
- 2004: A Cure for Gravity – Ein Mittel gegen die Schwerkraft – Joe Jackson & Heinz Rudolf Kunze live (met lees-cd). ISBN 3-930333-50-3.
- 2005: Artgerechte Haltung – Lieder und Texte 2003–2005 (met lees-cd). ISBN 3-86153-369-3.
- 2007: Ein Mann sagt mehr als tausend Worte – Lieder und Texte 2006–2007 (met lees-cd). ISBN 978-3-86153-431-0.
- 2009: Saldo Mortale – Texte 2007–2009. ISBN 978-3-86153-549-2.
- 2011: Vor Gebrauch schütteln. Kein Roman. ISBN 978-3-351-03363-7.
- 2014: Manteuffels Murmeln. ISBN 978-3-351-03575-4.
- 2014: Quentin Qualle – Die Muräne hat Migräne. Kinderboek met liederen-cd (4 nummers) van Heinz Rudolf Kunze en Jens Carstens, geïllustreerd door Julia Ginsbach. Loewe Verlag, Bindlach 2014, ISBN 978-3-7855-8038-7 – ook gepubliceerd als audioboek (cd) met dezelfde naam met uitgebreide inhoud, uitgegeven door edel kids, EAN 4029759094890
- 2015: Quentin Qualle – Rock am Riff. Kinderboek met liederen-cd (5 nummers) van Heinz Rudolf Kunze en Jens Carstens, geïllustreerd door Julia Ginsbach. Loewe Verlag, Bindlach 2015, ISBN 978-3-7855-8039-4.
- 2015: Quentin Qualle – Halligalli bei Zirkus Koralli. Kinderboek met liederen-cd (5 nummers), geïllustreerd door Julia Ginsbach. Loewe Verlag, Bindlach 2015, ISBN 978-3-7855-8180-3.
- 2016: Schwebebalken – Tagebuchtage, Aufbau-Verlag Berlin, ISBN 978-3-7466-3286-5.
- Ich will hier nicht das letzte Wort – Heinz Rudolf Kunze und Egon Krenz im Gespräch. Interview-boek, 158 bladzijden, Berlin 2016, ISBN 978-3-355-01845-6.
- Heinz Rudolf Kunze: Wenn man vom Teufel spricht – 200 Zeitgeschichten. Adeo Verlag, Aßlar 2020, ISBN 978-3-86334-252-4.
- 2021: Heinz Rudolf Kunze met Oliver Kobold: Werdegang. Reclam, Ditzingen 2021, ISBN 978-3-15-011379-0 (288 bladzijden).

Daarnaast zijn vroege tekstwerken van Heinz Rudolf Kunze verschenen in de volgende bloemlezingen:
- 1975: Osnabrücker Autoren. Lyrik + Prosa. Bünde 1975: 8 teksten.
- 1979: Schreibfreiheit – Lyrik und Prosa. Osnabrück 1979: 9 Teksten.

Verdere HRK-publicaties
- 1986: Der Favorit oder: Die vielen Gesichter im leeren Spiegel – Biografie over David Bowie van Heinz Rudolf Kunze in Idole 8, Rock & Schock, Verlag Ullstein, Hrsg. Siegfried Schmidt-Joos, ISBN 3-548-36529-9; ook als NDR-serie met Heinz Rudolf Kunze als spreker.
- 1986: Das Empire fällt – Biografie over Ray Davies van Heinz Rudolf Kunze in Idole 9, British Beat, Verlag Ullstein, Hrsg. Siegfried Schmidt-Joos, ISBN 3-548-36522-1.
- 2006: Voorwoord Ich war Stevie Winwood – Heinz Rudolf Kunze über das Jahr 1971 in 1971 – Ein Jahr und seine 20 Songs – uit de serie Süddeutsche Zeitung Discotheque 1955-2004 (één boek per jaar met bijbehorende cd, 20 liedjes uit het jaar van uitgave zijn gedocumenteerd). ISBN 978-3-86615-073-7, München 2006.

Publicaties over Heinz Rudolf Kunze
- 1988: Ein partiell genialer Barbar – Notizen zu Heinz Rudolf Kunze und seiner neuen Platte Einer für alle von Tom R. Schulz. Bijbehorende brochure van 16 pagina's (A4-formaat) voor de gelijknamige tournee van 1988-1989. Een uitgave van de WEA Presseabteilung Hamburg.
- 1999: heinz rudolf kunze – agent provocateur Peter Badge (beperkte oplage - 2000 genummerde exemplaren, 100 romeinse genummerde exemplaren niet verkocht)
- 2005: Silbermond samt Stirnenfuß – Texte und Musik von Heinz Rudolf Kunze zwischen 1980 und 2005 van Holger Zürch. ISBN 3-938873-31-0
- 2006: Wurzeln schlagen – Heinz Rudolf Kunze zum 30. November 2006; Das Buch zum Baum und zum 50er Jubiläum. Beperkte, eenmalige oplage (uitverkocht); bewerkt door Holger Zürich
- 2007: Heinz Rudolf Kunze – Meine eigenen Wege – Die Biographie von Karl-Heinz Barthelmes. ISBN 978-3-579-06514-4
- 2008: Woran man mit mir war – Heinz Rudolf Kunze: 2005 bis 2008 von Holger Zürch. Verschenen als ISBN 978-3-86901-008-3 evenals - met deels gewijzigde tekst- en beeldinhoud - als fan-editie (beperkte, eenmalige oplage - uitverkocht).